# Каробио дељи Анђели
Каробио дељи Анђели (итал. Carobbio degli Angeli) је насеље у Италији у округу Бергамо, региону Ломбардија.
Према процени из 2011. у насељу је живело 3317 становника. Насеље се налази на надморској висини од 236 м.

## Становништво
| 1936. | 1951. | 1961. | 1971. | 1981. | 1991. | 2001. | 2011. |
| ----- | ----- | ----- | ----- | ----- | ----- | ----- | ----- |
| 2.147 | 2.363 | 2.450 | 2.517 | 2.655 | 2.902 | 3.317 | 4.549 |